# Zmartwychwstały (wiersz Kazimierza Przerwy-Tetmajera)

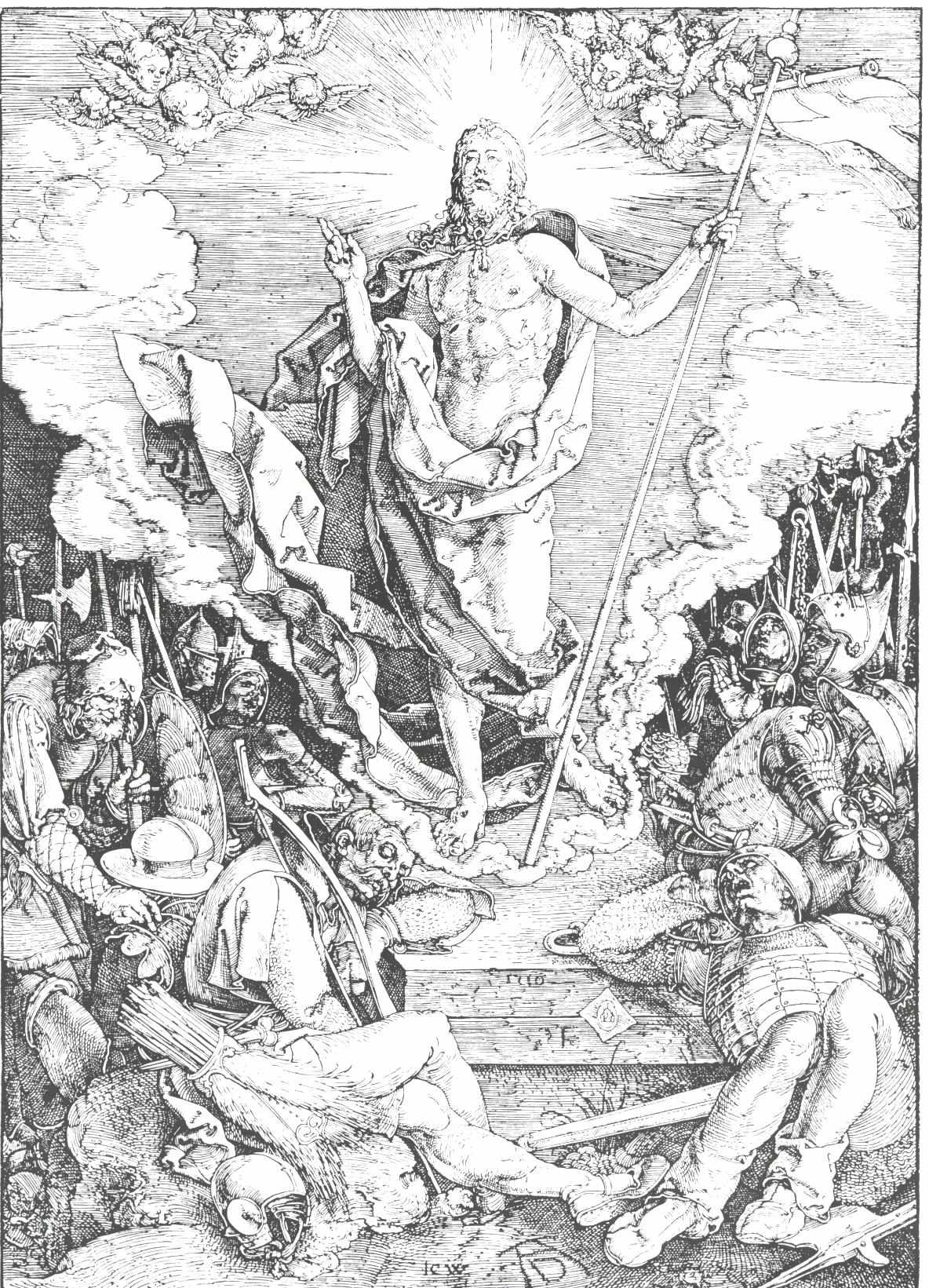
Albrecht Dürer, Zmartwychwstanie Chrystusa

Zmartwychwstały – wiersz Kazimierz Przerwy-Tetmajera opublikowany w trzecim tomie jego Poezji. Utwór opisuje chwilę, w której zmartwychwstały Jezus opuszcza grób. Poemat został napisany przy użyciu strofy pięciowersowej rymowanej abaab, układanej jambicznym dziewięciozgłoskowcem.
Na ciemnem niebie gwiazdy zbladły,
A skraj się wschodu już zabiela,
On jeszcze siedział w sen zapadły — —
I na zroszoną ziemię padły
Dwie gorzkie łzy Odkupiciela.